# Mestra (genre)
Genre
Mestra est un genre de lépidoptères (papillons) de la famille des Nymphalidae et de la sous-famille des Biblidinae qui ne comprend qu'une seule espèce Mestra dorcas.

## Dénomination
Le genre a été décrit par Jacob Hübner en 1825.

## Espèce et sous-espèces
Mestra dorcas (Fabricius, 1775)
- Mestra dorcas dorcas présent à la Jamaïque.
- Mestra dorcas amymone (Ménétriés, 1857); présent aux USA en Louisiane et au Texas, au Nicaragua et au Costa Rica.
- Mestra dorcas apicalis (Staudinger, 1886); présent au Brésil, en Bolivie et en Argentine.
- Mestra dorcas hersilia (Fabricius, 1777); présent en Colombie, en Guyana, à Trinité-et-Tobago et à Sainte-Lucie
- Mestra dorcas hypermestra Hübner, [1825]; présent au Brésil et au Paraguay.
- Mestra dorcas latimargo (Hall, 1929); présent en Équateur
- Mestra dorcas semifulva (C. & R. Felder, 1867); présent en Colombie[1].